# Le Meillard

Le Meillard este o comună în departamentul Somme, Franța. În 1 ianuarie 2022 avea o populație de 153 de locuitori.